# Angelica soccorre Medoro ferito
Angelica soccorre Medoro ferito è un affresco eseguito da Giambattista Tiepolo, nella Sala dell'Orlando Furioso di Villa Valmarana ai Nani a Vicenza. Fa parte di una serie di quattro dipinti su muro, in cui vengono rappresentati altrettanti episodi relativi ad Angelica, la principale figura femminile del poema di Ludovico Ariosto. Nell'opera è presente, insieme ad Angelica e Medoro, il pastore che con la moglie li ospiterà.